# Batkivshchina
Batkivshchina o Unión de Todos los Ucranianos «Patria» (en ucraniano: Всеукраїнське об'єднання "Батьківщина", Vseukrajinśke objednannia "Baťkivščyna") es un partido político ucraniano liderado por la diputada popular de Ucrania y ex primera ministra de Ucrania Yulia Timoshenko. Como la principal agrupación del antiguo Bloque Yulia Timoshenko, Batkivshchina ha tenido representación ininterrumpida en la Rada Suprema desde la formación de la facción parlamentaria en marzo de 1999. Tras la ley sancionada por el parlamento en noviembre de 2011 que prohibió la participación de bloques partidarios en elecciones legislativas, Batkivshchina se convirtió en una formación independiente con gran relevancia dentro de la política ucraniana.
De cara a las elecciones parlamentarias de 2012, el partido se presentó habiendo añadido a su nombre la denominación Oposición Unida, cobijando y permitiendo que participaran de los comicios varias agrupaciones que estaban prohibidas. En dichas elecciones consiguió 101 escaños de 450.
Timoshenko fue sentenciada a siete años de prisión en octubre de 2011 por abuso de poder, con críticos de la medida afirmando que era una prisionera política del gobierno de Víktor Yanukóvich. En los días finales de la revolución ucraniana de 2014, fue liberada después de tres años de cárcel y rehabilitada por la Corte Suprema de Ucrania y el Tribunal Europeo de Derechos Humanos. Timoshenko comenzó a reformar el partido y Batkivshchyna se presentó a las elecciones parlamentarias de 2014 con nuevos miembros. Según los resultados de las elecciones, el partido obtuvo 19 escaños en el parlamento ucraniano: 17 según las listas del partido y dos a través del sistema mayoritario. Hasta el 17 de febrero de 2016, el partido fue miembro del Segundo Gobierno de Yatsenyuk, pero luego pasó a la oposición.
En las elecciones parlamentarias anticipadas de 2019, Batkivschyna recibió el 8,18 % de los votos y 26 diputados (dos elegidos por distritos). En la Rada Suprema de Ucrania, el partido pasó a la oposición. Según los resultados de las elecciones locales de 2020, Batkivshchyna recibió el 12,39 % de los votos de los votantes y se convirtió en uno de los principales partidos en las elecciones locales de Ucrania. Batkivschyna está a favor de la integración de Ucrania en la Unión Europea y de unirse a la OTAN.